# محوطه دیوار سنگچین ۲
محوطه دیوار سنگچین ۲ مربوط به سده‌های میانه دوران‌های تاریخی پس از اسلام است و در شهرستان اسفراین، بخش مرکز ی، دهستان دامنکوه، ۳/۵ کیلومتری شمال غرب روستای چهار برج واقع شده و این اثر در تاریخ ۱۸ شهریور ۱۳۸۷ با شمارهٔ ثبت ۲۳۳۱۰ به‌عنوان یکی از آثار ملی ایران به ثبت رسیده است.